# Netrostoma setouchianum
Netrostoma setouchianum är en manetart som först beskrevs av Kamakiche Kishinouye 1902.  Netrostoma setouchianum ingår i släktet Netrostoma och familjen Cepheidae. Inga underarter finns listade i Catalogue of Life.